# PGM Hécate II
Die PGM Hécate II (oder auch PGM Ultima Ratio Hécate II) ist ein Anti-materiel rifle der französischen Streitkräfte.

## Technik und Einsatz
PGM Hécate II wird gegen leicht gepanzerte Fahrzeuge, Fluggeräte und andere Materialziele wie Radarantennen, Raketenstellungen und zur Beseitigung von Blindgängern eingesetzt. Ein weiteres Aufgabengebiet ist die Bekämpfung gegnerischer Scharfschützen, da das Gewehr eine vergleichsweise große effektive Reichweite besitzt und auch durch Hindernisse wirksam ist.
Es gehört zu der Kategorie der schweren Präzisionsgewehre im Kaliber 12,7 × 99 mm NATO. Die Verriegelung übernimmt ein Zylinderverschluss, der vorn über drei Verriegelungswarzen verfügt. Für den Fall des Risses einer Patronenhülse sind Gasentlastungsbohrungen in den Verschluss eingearbeitet worden, die Verletzungen des Schützen verhindern. Der Hülsenauswurf befindet sich rechts und wird mit einem Schieber verschlossen.
Der Lauf der Hécate ist mit einer Hartmetalllegierung aus Stellite ausgekleidet, die ansonsten bei schweren Maschinengewehren zum Einsatz kommt. Hierdurch wird eine außerordentliche Langlebigkeit des Laufs erreicht. Die Website des Herstellers gibt hier 12.000 Schuss an.
Erste Exemplare hatten nur ein Zweibein, später wurde der Kolben mit einem Erdsporn versehen. Diese erleichtert das Anvisieren des Ziels über lange Zeiträume im liegenden Anschlag. Der Rückstoß wird von einer großen, sehr effektiven Mündungsbremse auf ein erträgliches Maß vermindert. Die Mündungsbremse kann entfernt und durch einen Schalldämpfer ersetzt werden.
Mit Waffen dieses Typs können Ziele auf große Entfernungen bekämpft werden. Sie werden bis auf eine Distanz von etwa 1,2 Kilometer gegen feindliche Scharfschützen und MG-Stellungen eingesetzt. Auf Schussdistanzen von bis zu 1,8 Kilometer reicht die Genauigkeit des Gewehrs, um zum Beispiel Fahrzeuge oder Hubschrauber zu bekämpfen.
Die Waffe wird unter anderem von den französischen Streitkräften inklusive Fremdenlegion, der österreichischen Spezialeinheit EKO-Cobra und von der Schweizer Armee eingesetzt.
Der Name der Waffe bezieht sich auf die griechische Gottheit Hekate, die Göttin der Magie.
Im Jahr 2004 beschaffte die Schweizer Armee 20 PGM Hécate II. Diese tragen dort die Bezeichnung Präzisionsgewehr 04 (12,7 mm PGw 04). Als Zielfernrohr wird das LTE J10 F1 8-10x  der Firma Scrome eingesetzt. Als Munition verwendete die Schweizer Armee primär die Panzer-Spreng-Patrone 92. Das Präzisionsgewehr 04 wird von dem Kommando Spezialkräfte eingesetzt.